# Tinktur (spritutdrag)

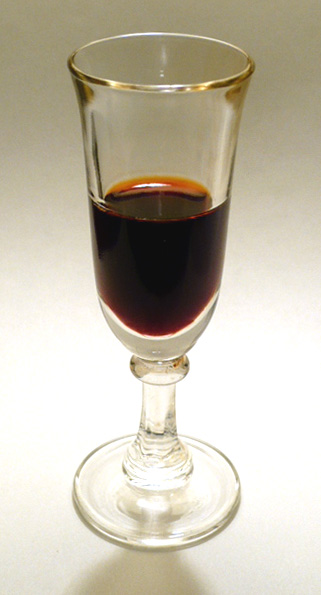
En tinktur gjord på vitpil och vodka. Tinkturen innehåller salicylsyra.

För andra betydelser, se tinktur.

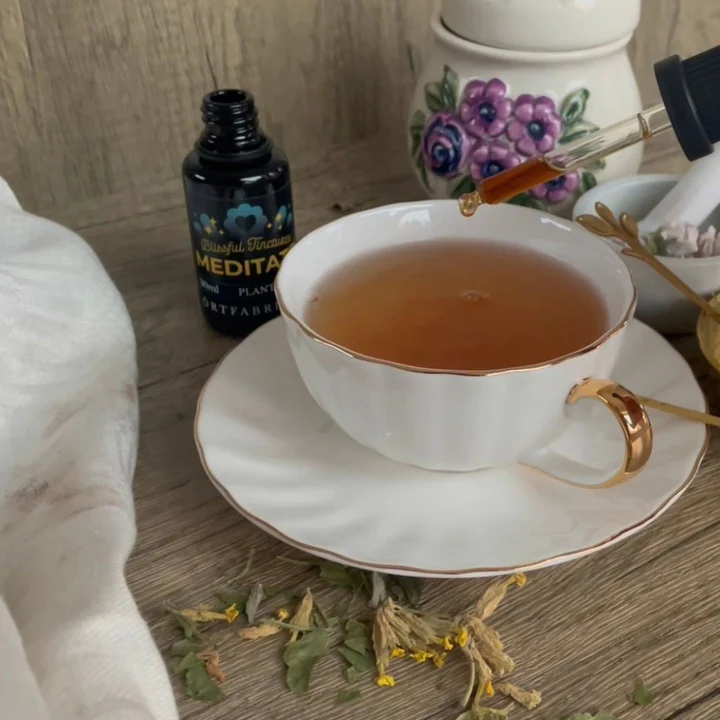
Man tar ofta en tinktur på örter i droppform med hjälp av en pipett

Tinktur eller alkoholutdrag är ett extrakt; den alkoholhaltiga vätska som erhålls när man använder sprit för att utvinna ämnen man är intresserad av ur en råvara, oftast ur växter. Starkare alkohollösning löser ut mer fettlösliga, opolära ämnen medan en svagare löser ut mer polära vattenlösliga. Tinkturen blir ofta färgad, därav namnet (av latinets tinctura, färgad).
Tinkturer framställda ur medicinalväxter har varit vanliga läkemedel. Tinkturer är också ibland ingredienser i hudkrämer, ansiktsvatten, hårvatten och andra kosmetiska produkter. 
En välkänd medicinsk tinktur som förr användes flitigt är tinctura opii, opiumdroppar.